# Yacine Hima
Yacine Hima (arab. يسين هيما, ur. 25 marca 1984 w Lyonie) – algierski piłkarz występujący na pozycji pomocnika.

## Kariera
Swoją karierę seniorską rozpoczął w Olympique Lyon. Został szybko wypożyczony do LB Châteauroux. Rozegrał tam 26 spotkań, w których strzelił 6 bramek. Po powrocie do Lyonu nadal nie potrafił wywalczyć miejsca w podstawowym składzie. Skorzystał więc z kolejnej oferty wypożyczenia, tym razem do szwajcarskiego FC Aarau. Wystąpił tam w 15 spotkaniach. W latach 2007–2008 był zawodnikiem arabskiego Al-Watani. Z kolei w latach 2008–2010 grał w AC Bellinzona. W 2010 roku był także zawodnikiem KAS Eupen, a w 2011 przeszedł do Neftçi PFK. Następnie grał w: FC Wil, Monts d'Or Azergues Foot i AS Lyon-Duchère.
W reprezentacji Algierii rozegrał dwa spotkania.